# Cataulacus jacksoni
Cataulacus jacksoni är en myrart som beskrevs av Bolton 1982. Cataulacus jacksoni ingår i släktet Cataulacus och familjen myror. Inga underarter finns listade.